# Автомобильные дороги Греции
Автомобильные дороги Греции делятся на 2 основных типа: автомагистрали и национальные дороги.
Автомагистрали отличаются более высокими стандартами и обозначаются знаками зелёного цвета с буквой A и номером трассы, максимальная скорость на них составляет 130 км/ч. Национальные дороги обозначаются знаками синего цвета с номером трассы, максимальная скорость на них составляет 110 км/ч. Греческая дорожная сеть имеет протяжённость около 117 000 км, из них около 41 000 км имеют твёрдое покрытие (по состоянию на 2010 год).
Автодорожная сеть Греции включает в себя более 20 автомагистралей, большинство из которых находятся в стадии строительства. Как правило дороги с нечётными номерами идут с севера на юг, а дороги с чётными номерами ориентированы с запада на восток, однако из этого правила есть ряд исключений.
Наиболее важных автомагистралей, имеющих международное значение, две. Первая — это автострада A1, идущая от границы с Республикой Македонией мимо Салоников в столицу Афины, она осуществляет наземную связь со странами Центральной и Западной Европы. Второй автомагистралью международного значения является Эгнатия (А2), пересекающая северную Грецию. Она во многом повторяет трассу древней римской военной Эгнатиевой дороги.
Обозначение ряда дорог Греции как «национальных» было принято законом 1955 года, а решением министра в 1963 году была принята нумерация этих дорог. В 1998 году в обзоре Греческой статистической службы были определены некоторые новые национальные дороги, которые были построены после решения 1963 года. Строительство сети автомагистралей было начато в 1980-х годах и продолжается до настоящего времени.

## Список автомагистралей

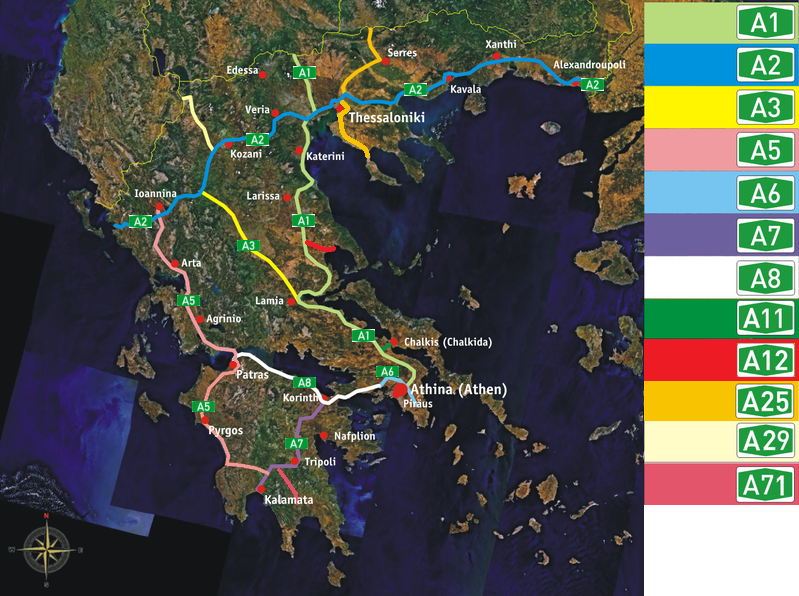
Сеть автомагистралей Греции

|  | Пирей — Афины — Ламия — Лариса — Салоники — Эвзони (граница Республики Македонии)                                                                                             |
|  | Игуменица − Янина − Мецово − Гревена − Сьятиста − Козани − Верия − Аксиос − Салоники − Лангадас — Кавала — Ксанти — Комотини — Александруполис − Кипи (турецкая граница)      |
|  | Калитея — Каламбака — Трикала — Кардица − Ламия |
|  | Янина — Филипьяс − Арта − Амфилохия − Фитие — Агринион − Этоликон − Месолонгион − мост Рион — Андирион − Рио                                                                  |
|  | Элефсис — Метаморфосис − Глика-Нера — Коропион |
|  | Коринф — Нестани — Триполис — Мегалополис — Меропи — Каламата |
|  | Элефсис — Мегара — Коринф — Зевголатион — Кьятон — Ксилокастрон — Эйон — Рио                                                                                                  |
|  | Схиматарион — Халкида |
|  | Комотини — Маказа (болгарская граница) |
|  | Промахон (болгарская граница) — Серре — Лангадас — Салоники − Като-Схоларион — Неа-Каликратия — Неа-Муданья                                                                   |
|  | (Граница Республики Македонии) — Ники — Флорина — Аминдео — Птолемаида — Козани                                                                                               |
|  | Кристалопийи (Албанская граница) — Коромилея — Кастория — Неаполис — Сьятиста                                                                                                 |
|  | Рафина — Афины (неизвестно) |
|  | Атики-Одос |
|  | Восточное полукольцо Афин |
|  | Западное полукольцо Афин |
|  | Мегалополис — Спарта |
|  | (Кисамос, проектируется) — Ханья — (Суда, проектируется) — Ретимнон — (Гази, проектируется) — Ираклион — Гувес — (Малия — Херсониссос — Айос-Николаос — Сития, проектируется) |
|  | трасса к южным Салоникам |
|  | трасса к Ларисе |
|  | Соединение трасс и около Афин |